# 李治文
李治文（1918年—2010年），男，山东益都人，中华人民共和国政治人物，曾任中共辽宁省委常委，中共沈阳市委书记，中共山东省委常委，中共青岛市委第一书记，青岛市人大常委会主任。